# Lazizbek Mullojonov
Lazizbek Mullajonov (Ferganá, 13 de mayo de 1999) es un deportista uzbeko que compite en boxeo.
Participó en los Juegos Olímpicos de París 2024, obteniendo una medalla de oro en la categoría de 92 kg. Ganó una medalla de bronce en el Campeonato Mundial de Boxeo Aficionado de 2023, en la misma categoría.
En enero de 2021 disputó su primera pelea como profesional. En su carrera profesional tuvo en total 7 combates, con un registro de 7 victorias y 0 derrotas.
En junio de 2025 dio positivo por metasterona en un control antidopaje.

## Palmarés internacional
| Juegos Olímpicos   | Juegos Olímpicos     | Juegos Olímpicos  | Juegos Olímpicos |
| Año                | Lugar                | Medalla           | Categoría        |
| ------------------ | -------------------- | ----------------- | ---------------- |
| 2024               | París (Francia)      | Medalla de oro    | 92 kg            |
| Campeonato Mundial |                      |                   |                  |
| Año                | Lugar                | Medalla           | Categoría        |
| 2023               | Taskent (Uzbekistán) | Medalla de bronce | 92 kg            |